# 香港閱讀城
香港閱讀城是香港教育城在2003年設立的網站。它擁有書籍搜尋功能，並提供多本書籍予用家試閱和閱讀。

## 歷史
2003年，香港閱讀城開始跟書商合作，提供書籍的一部分內容予用家試閱。2007年1月左右跟有線電視合作開設「名人說書」網頁，提供載有香港知名人士講述書籍的影片。2009年4月左右舉辦「隨心看·隨身書」活動，讓用家透過文章分享在不同地方閱讀的感受。2010年6月左右開始舉辦「小學生閱讀大使」計劃，讓就讀於較高年級的小學生向較低年級的講述故事。2011年網站舉辦了「『漫』『漫』讀活動」，讓用家在平台能夠觀看香港漫畫家文地和梁進的漫畫作品。
2012年4月23日，因應世界閱讀日開展，該平台舉辦了「想象·閱讀」和「帶書去旅行」活動，向用家推薦有關想象力的書籍，並建議他們寫下外出閱讀時的感想。

## 內容
根據2003年的報導，香港閱讀城分為多個區域，像是「兒童樂園」、「青年天地」、「讀書會」等，讓網站根據用家的身份提供不同的內容。此外從該年開始，香港閱讀城每年皆舉辦「十本好讀」選舉，讓老師和學生提名書籍，然後票選出他們認為有一定水準的書籍。同時，亦提供部分書籍內容予用家試閱——在2007年時提供試閱的書籍量已超過1,700本。
2017年7月的報導則指出，它收錄了5,500本書籍，當中7成能提供部分內容給用家試閱。用家在網站可同時搜尋香港公共圖書館有否收錄該些書籍。次年的報導則指他們能在平台的「教城書櫃」查閱900多本電子書。2023年香港01的報導則指「教城書櫃」擁有書籤、字典、朗讀等功能。

## 外部連結
- 香港閱讀城網站 （页面存档备份，存于）